# Reajo Alto
Il Reajo Alto è un monte che si trova nella parte settentrionale dei Monti Carpetani, a circa 5 km a dord-est del passo di Navafría e a 21 km a sud-ovest del passo di Somosierra. Il suo versante nordorientale appartiene alla sierra de Guadarrama. È alto 2099 m e il suo versante nord-est appartiene alla provincia di Segovia, nella valle di Navafría, mentre quello a sud-est alla Comunità autonoma di Madrid nella valle del Lozoya.
I suoi versanti sono ricoperti di densi boschi di pini, raggiungendo notevoli densità nelle zone basse del suo versante nord-est. All'altezza di 1900 m i pini lasciano il posto a zone aperte dove predominano arbusti e ginepri.
La salita più semplice e corta si ha partendo dal passo di Navafría (1778 m). Si sale verso nord-est sulla cresta delle montagne. Dopo circa 5,6 km dal passo raggiunge la cima. Il dislivello percorso è di circa 350 m e la via non presenta difficoltà tecniche. La cima del monte è costituita da un'ampia spianata.